# 丁胤甲
丁胤甲（1605年—1670年），字子冠，號庚先，又號岸庵，福建泉州府晋江县人，明末清初政治人物。

## 生平
崇祯九年（1636年）丙子科福建乡试举人，曾任海澄县教谕，崇祯十三年（1640年）庚辰科進士，吏部观政。授淮安府推官，擢浙江道御史，巡按贵州。永曆时，逆寇孙可望乘隙入黔，劫胤甲於酉阳界。执见时，众官皆跪，胤甲独挺然不屈。乃令引出，羁民房中。后晋太仆兼佥都巡抚黔南，终以中书舍人致仕焉。